# مقاطعة سانت ماري (لويزيانا)
مقاطعة سانت ماري (بالإنجليزية: St. Mary Parish, Louisiana)‏ هي إحدى مقاطعات ولاية لويزيانا في الولايات المتحدة. تأسست سنة 1811، وتبلغ مساحتها 2899.3 كم2، بلغ عدد سكانها 54650 نسمة في عام 2010 حسب إحصاء مكتب تعداد الولايات المتحدة وتصل الكثافة السكانية فيها 38 نسمة/كم2.

## أعلام
- دالي هوكينز
- كارل دبليو. باور

## وصلات خارجية
- United States Counties